# Dicranota unilobata
Dicranota unilobata är en tvåvingeart som beskrevs av Alexander 1964. Dicranota unilobata ingår i släktet Dicranota och familjen hårögonharkrankar. Inga underarter finns listade i Catalogue of Life.